# شارل جيمس هوغارث
شارل جيمس هوغارث (بالإنجليزية: Charles James Hogarth)‏ هو جندي وكاتب بريطاني ومترجم من اللغة الروسية. ترجم أعمال الكُتاب فيودور دوستويفسكي وليو تولستوي ونيقولاي غوغول وإيفان تورغينيف ومكسيم غوركي وإيفان غونتشاروف وايفان شميليوف وإيفان نازيفين وفاسيلى كليوتشيفسكى وهنريك سينكيفيتش وألكسندرا كولونتاي.